# Хорольський район
Хоро́льський район — колишній район України у Полтавській області з адміністративним центром у місті Хорол. Населення — ▼ 34 523 (на 1.02.2016). 17 липня 2020 року ліквідований постановою Верховної Ради України. Територія району включена до складу Лубенського району.

## Географія
Межує на півночі з Миргородським, на сході з Великобагачанським, на півдні із Семенівським, на південному заході — Оржицьким і на заході — Лубенським районами.
На території району розміщені багаті запаси мергелю і діабазу, кварцових пісків і гіпсу, торфу, а також будівельні піски і суглинки, які використовуються для виробництва цегли.
Хорольський район лежить у межах Полтавської рівнини. Корисні копалини: глина, торф, пісок, мінеральна вода. На Заході району протікає р. Сула, в середній частині з Півночі на Південь — р. Хорол. Ґрунти переважно чорноземні. Площа лісів — 3,2 тис. га., лісосмуги — 931 га, переважають дуб, сосна, ясен, клен, берест.

## Природно-заповідний фонд

### Ботанічний сад
Хорольський (загальнодержавного значення).

### Заказники
Хвощівка, Голованька, Єньки, Комишитовий, Костюки.

### Ботанічні пам'ятки природи
Дуб черешчатий (Шишаки), Дуб черешчатий (Хорол, Героїв Небесної Сотні), Дуб черешчатий (Хорол, пров. Фруктовий), Дубовий гай (Хорол), Дуби черешчаті.

### Заповідні урочища
Середнє, Заяр'є, Куторжиха, Гринцеве, Радьки, Довжек, Круча, Княже, Громадський плав, Березняки, Бовбасівка, Мелюшки.

## Історія
Утворений район 1923 року з міста Хорола, Хорольської, Новоаврамівської і Єньківської волостей ліквідованого Хорольського повіту (у 1932—1937 роках входив до складу Харківської області, з 22 вересня 1937 року — Полтавської області). У сучасних межах Хорольський район з 1966 року. Площа 1 тис. км².
Під час німецької окупації (вересень 1941 — вересень 1943 рр.) було зруйновано промислові підприємства, 66 колгоспів, 3 МТС, спалено села: Бригадирівку, Петрівку та Гирине, 496 громадсько-господарських приміщень, 856 будинків, культурно-освітні та лікувальні заклади. У таборі «Хорольська яма» загинуло до 100 тис. чол.
Ліквідований 17 липня 2020 року постановою Верховної Ради України у рамках децентралізації. Територія району включена до складу Лубенського району.

## Адміністративний поділ
У районі 93 населених пункти, підпорядкованих міській, 3 сільським громадам і 11 сільським радам народних депутатів. Центр — м. Хорол.

## Населення
Населення — 47,8 тисяч чоловік (1990 рік).
Розподіл населення за віком та статтю (2001):
| Стать | Всього | До 15 років | 15-24 | 25-44 | 45-64 | 65-85 | Понад 85 |
| --- | ------ | ----------- | ----- | ----- | ----- | ----- | -------- |
| Чоловіки | 18 989 | 3311        | 2818  | 5385  | 4790  | 2584  | 101      |
| Жінки | 23 115 | 3287        | 2428  | 5574  | 5706  | 5460  | 660      |
| \| Статево-вікова піраміда \| Статево-вікова піраміда \| Статево-вікова піраміда \| \| ----------------------- \| ----------------------- \| ----------------------- \| \| Чоловіки \| Вік \| Жінки \| \| 101 \| 85 + \| 660 \| \| 210 \| 80-84 \| 764 \| \| 562 \| 75-79 \| 1707 \| \| 937 \| 70-74 \| 1753 \| \| 875 \| 65-69 \| 1236 \| \| 1438 \| 60-64 \| 1833 \| \| 798 \| 55-59 \| 1075 \| \| 1275 \| 50-54 \| 1382 \| \| 1279 \| 45-49 \| 1416 \| \| 1459 \| 40-44 \| 1544 \| \| 1343 \| 35-39 \| 1388 \| \| 1280 \| 30-34 \| 1317 \| \| 1303 \| 25-29 \| 1325 \| \| 1200 \| 20-24 \| 1154 \| \| 1618 \| 15-20 \| 1274 \| \| 1432 \| 10-14 \| 1460 \| \| 1084 \| 5-9 \| 1027 \| \| 795 \| 0-4 \| 800 \| |        |             |       |       |       |       |          |
| Статево-вікова піраміда |        |             |       |       |       |       |          |
| Чоловіки | Вік    | Жінки       |       |       |       |       |          |
| 101 | 85 +   | 660         |       |       |       |       |          |
| 210 | 80-84  | 764         |       |       |       |       |          |
| 562 | 75-79  | 1707        |       |       |       |       |          |
| 937 | 70-74  | 1753        |       |       |       |       |          |
| 875 | 65-69  | 1236        |       |       |       |       |          |
| 1438 | 60-64  | 1833        |       |       |       |       |          |
| 798 | 55-59  | 1075        |       |       |       |       |          |
| 1275 | 50-54  | 1382        |       |       |       |       |          |
| 1279 | 45-49  | 1416        |       |       |       |       |          |
| 1459 | 40-44  | 1544        |       |       |       |       |          |
| 1343 | 35-39  | 1388        |       |       |       |       |          |
| 1280 | 30-34  | 1317        |       |       |       |       |          |
| 1303 | 25-29  | 1325        |       |       |       |       |          |
| 1200 | 20-24  | 1154        |       |       |       |       |          |
| 1618 | 15-20  | 1274        |       |       |       |       |          |
| 1432 | 10-14  | 1460        |       |       |       |       |          |
| 1084 | 5-9    | 1027        |       |       |       |       |          |
| 795 | 0-4    | 800         |       |       |       |       |          |

Національний склад населення за даними перепису 2001 року:
| Національність | Кількість осіб | Відсоток |
| -------------- | -------------- | -------- |
| українці       | 40727          | 96,73 %  |
| росіяни        | 1042           | 2,55 %   |
| білоруси       | 111            | 0,26 %   |
| молдовани      | 53             | 0,13 %   |
| вірмени        | 39             | 0,09 %   |
| інші           | 103            | 0,24 %   |

Мовний склад населення за даними перепису 2001 року:
| Мова       | Кількість осіб | Відсоток |
| ---------- | -------------- | -------- |
| українська | 40952          | 97,26 %  |
| російська  | 1035           | 2,46 %   |
| білоруська | 41             | 0,10 %   |
| молдовська | 29             | 0,07 %   |
| вірменська | 26             | 0,06 %   |
| інші       | 22             | 0,05 %   |

## Економіка
Найбільші промислові підприємства: молочноконсервний комбінат дитячих продуктів та механічний завод. Спеціалізація сільського господарства вирощування зернових, буряків та тваринництво. 1990 року площа сільськогосподарських угідь становила 86,9 тис. га. У Хорольському районі 17 колгоспів, 4 радгоспи, райсільгосптехніка, райсільгоспхімія. Залізнична станція Хорол. Автомобільних шляхів — 297,8 км.

## Транспорт
Районом проходить автошлях E40М03.

## Освіта
У районі 43 навчальних заклади. З них 18 середніх шкіл, 9 неповних середніх шкіл, 11 початкових, музична і спортивна школи. Два СПТУ У м. Хоролі, агропромисловий коледж,
- Освіта Хорольщини

## Медицина
У районі є 49 лікувальних закладів: у тому числі лікарень — 8, фельдшерсько-акушерських пунктів — 38, 2 амбулаторії, аптека і 40 аптекарських пунктів.

### Ветеринарна медицина
Районе управління ветеринарної медицини, районна державна лікарня ветеринарної медицини, сільські пункти ветеринарної медицини — 4, ветеринарні аптеки — 4.

## Культура
Будинків культури та клубів — 36, кінотеатр, бібліотек — 46, кіноустановок — 60, музеїв на громадських засадах — 20. видається районна газета «Вісті Хорольщини».
- Хорольська центральна районна бібліотека
- Хорольський районний краєзнавчий музей

## Спорт
- Нива (Вишняки) — мотобольна команда

## Пам'ятки
У районі — пам'ятки природи місцевого значення дуб звичайний та Дубовий гай. На території Хорольського району знаходяться могильники та поселення Черняхівської культури, кургани; 3 пам'ятки архітектури.
- Пам'ятки монументального мистецтва Хорольського району
- Пам'ятки історії Хорольського району
- Пам'ятки архітектури Хорольського району

1. Вишняківський маєток (Присадибний будинок)
2. Різдвяна церква в с. Вергуни
3. Троїцька церква в с. Вишняки

## Політика
25 травня 2014 року відбулися Президентські вибори України. У межах Хорольського району було створено 50 виборчих дільниць. Явка на виборах складала — 68,65 % (проголосували 20 003 із 29 139 виборців). Найбільшу кількість голосів отримав Петро Порошенко — 51,29 % (10 260 виборців); Юлія Тимошенко — 17,56 % (3 512 виборців), Олег Ляшко — 13,58 % (2 716 виборців), Анатолій Гриценко — 5,52 % (1 104 виборців), Сергій Тігіпко — 3,39 % (679 виборців). Решта кандидатів набрали меншу кількість голосів. Кількість недійсних або зіпсованих бюлетенів — 1,01 %.

## Персоналії
- Адамович Євгенія Миколаївна
- Антоновський Антон Іванович
- Артюшенко Таїсія Іванівна — самодіяльна українська поетеса.
- Арютова Марія Степанівна
- Багрій Іван Степанович
- Бірюков Володимир Павлович
- Боровиковський Левко Іванович
- Бурлака Григорій Михайлович — заслужений працівник ветеринарної медицини України
- Буцик Андрій Калістратович — український історик.
- Варвинський Йосип Васильович
- Васецький Григорій Степанович — український живописець
- Димський Модест Гаврилович — український письменник, діяч освіти, засновник недільної школи в Хоролі
- Козлов Григорій Федотович — доктор технічних наук, професор.
- Мазуренко Микола Петрович — художник аматор, майстер чеканки
- Маковський Василь Михайлович — відомий хорольський педагог і художник
- Малинка Григорій Олексійович — просвітник і меценат
- Омельченко Петро Іванович — художник-графік з Хорола
- Онищенко Борис Григорович — олімпійський чемпіон з сучасного п'ятиборства
- Пасюта Анатолій Григорович — Заслужений працівник сільського господарства України
- Пасюта Андрій Григорович — Заслужений працівник сільського господарства України
- Пуденко Григорій Іванович
- Родзянко Андрій Платонович
- Родзянко Аркадій Гаврилович
- Родзянко Василь Іванович
- Родзянко Василь Степанович
- Родзянко Гаврило Васильович
- Родзянко Платон Гаврилович
- Савченко Федір Якович
- Сіренко Володимир Федорович — український диригент
- Симулик Василь Васильович — священослужитель, композитор, поет, художник, вчений, почесний громадянин міста Хорол
- Стеценко Михайло Васильович — Заслужений працівник сільського господарства України.
- Тютюнник Василь Никифорович — генерал-хорунжий армії УНР
- Федяй Леонід Васильович — генеральний значковий Армії Української Держави
- Хмара Іван Федорович — Герой шостого континенту
- Чарниш (Черниш) Людмила Іванівна — художниця
- Шевельов Павло Федорович
- Цертелєв Микола Андрійович